# Somatório
Em matemática, somatório ou somatória  é a adição de uma sequência de quaisquer tipos de números, chamados parcelas ou  somando; o resultado é sua soma ou total. Além de números, outros tipos de valores também podem ser somados: funções, vetores, matrizes, polinômios e, em geral, elementos de qualquer tipo de objeto matemático para o qual esteja definida uma operação denotada por "+".
O somatório de uma sequência infinita é chamado de série. Tais somas envolvem o conceito de limite, e não são cobertas neste artigo.
O somatório de uma sequência explícita é denotado por uma sucessão de adições. Por exemplo, o somatório de [1, 2, 4, 2] é denotado por 1 + 2 + 4 + 2, e seu total é 9, ou seja, 1 + 2 + 4 + 2 = 9. Como a adição é associativa e comutativa, não é preciso colocar parênteses, e o resultado não depende da ordem dos somandos. O somatório de uma sequência de um único elemento tem como resultado o próprio elemento. O somatório de uma sequência vazia (uma sequência sem elementos) resulta, por convenção, em 0.
Frequentemente, os elementos de uma sequência são definidos, através de padrões regulares, como uma função de sua posição na sequência. Para padrões simples, o somatório de sequências longas pode ser representado substituindo a maioria das parcelas por reticências. Por exemplo, a soma dos 100 primeiros inteiros positivos pode ser escrita como 1 + 2 + 3 + 4 + ⋅⋅⋅ + 99 + 100. Nos demais casos, o somatório é denotado por meio da notação Σ, em que {\displaystyle \textstyle \sum } é uma letra grega sigma maiúscula aumentada. Por exemplo, a soma dos n primeiros inteiros positivos é denotada por {\displaystyle \textstyle \sum _{i=1}^{n}i.}
Para somatórios longos, e somatórios de tamanho variável (definidos por reticências ou a notação Σ), um problema comum é encontrar uma expressão em forma fechada para o resultado. Por exemplo, 

## Notação

### Notação sigma maiúsculo

O símbolo de somatório

A notação matemática utiliza um símbolo para representar de forma compacta o somatório de vários termos similares: o símbolo de somatório, {\displaystyle \textstyle \sum }, uma forma ampliada da letra grega maiúscula sigma. Ele é definido como
{\displaystyle \sum _{i\mathop {=} m}^{n}x_{i}=x_{m}+x_{m+1}+x_{m+2}+\cdots +x_{n-1}+x_{n}}
em que {\displaystyle i} é o índice do somatório; {\displaystyle x_{i}} é uma variável indexada que representa cada termo do somatório; {\displaystyle m} é o índice inicial (ou limite inferior), e {\displaystyle n} é o índice final (ou limite superior). A expressão "{\displaystyle i=m}" sob o símbolo de somatório significa que o índice {\displaystyle i} começa igual a {\displaystyle m}. O índice {\displaystyle i} é incrementado em uma unidade a cada termo subsequente, terminando quando {\displaystyle i=n}.

## Aplicações
Os somatórios são úteis para expressar somas arbitrárias de números, por exemplo em fórmulas. Se queremos representar a fórmula para se calcular a média aritmética de {\displaystyle n} números, teremos a seguinte expressão:
{\displaystyle {\overline {X}}={\frac {1}{n}}\sum _{i=1}^{n}x_{i},}
onde {\displaystyle \{x_{i}\}_{i=1}^{n}} é um dada sequência de {\displaystyle n} números.

## Algumas propriedades
Sejam {\displaystyle \{x_{k}\}_{k\in \mathbb {N} },} {\displaystyle \{y_{k}\}_{k\in \mathbb {N} }} sequências (por exemplo, de números reais) e {\displaystyle \alpha } um escalar. Então, temos:
1. {\displaystyle \sum _{i=m}^{n}\alpha x_{i}=\alpha \sum _{i=m}^{n}x_{i}}
2. {\displaystyle \sum _{i=m}^{n}(x_{i}\pm y_{i})=\sum _{i=m}^{n}x_{i}\pm \sum _{i=m}^{n}y_{i}}
3. {\displaystyle \sum _{i=m}^{m}x_{i}=x_{m}}
4. {\displaystyle \sum _{i=m}^{n}x_{i}=\sum _{i=m}^{p}x_{i}+\sum _{i=p+1}^{n}x_{i},\quad \forall m\leq p\leq n}
5. {\displaystyle \sum _{i=m}^{n}x_{i}=\sum _{i=m+p}^{n+p}x_{i-p}}
6. {\displaystyle \sum _{i=m}^{n}(x_{i+1}-x_{i})=x_{n+1}-x_{m}}
7. {\displaystyle \sum _{i=m}^{n}\sum _{j=k}^{l}x_{i}y_{j}=\sum _{i=m}^{n}\left(x_{i}\sum _{j=k}^{l}y_{j}\right)}
8. {\displaystyle \left|\sum _{i=m}^{n}x_{i}\right|\leq \sum _{i=m}^{n}|x_{i}|}
9. {\displaystyle \sum _{n=0}^{t}x_{2n}+\sum _{n=0}^{t}x_{2n+1}=\sum _{n=0}^{2t+1}x_{n}}
10. {\displaystyle \sum _{n=0}^{t}\sum _{i=0}^{z-1}x_{z\cdot n+i}=\sum _{n=0}^{z\cdot t+z-1}x_{n}}
11. {\displaystyle \left(\sum _{k=0}^{n}a_{k}\right)\cdot \left(\sum _{k=0}^{n}b_{k}\right)=\sum _{k=0}^{2n}\sum _{i=0}^{k}a_{i}b_{k-i}-\sum _{k=0}^{n-1}\left(a_{k}\sum _{i=n+1}^{2n-k}b_{i}+b_{k}\sum _{i=n+1}^{2n-k}a_{i}\right)}
12. Permutação: Seja 
{\displaystyle \displaystyle p:\{1,\cdots n\mathbb {\}} \rightarrow \{1,\cdots n\mathbb {\}} } uma bijeção, com inversa {\displaystyle \displaystyle d:\{1,\cdots n\mathbb {\}} \rightarrow \{1,\cdots n\mathbb {\}} }. Assim temos que {\displaystyle \sum _{k=m}^{n}a_{k}=\sum _{k=d(m)}^{d(n)}a_{p(k)}}

Nas propriedades acima, assumimos que as sequências {\displaystyle \{x_{k}\}_{k\in \mathbb {N} },} {\displaystyle \{y_{k}\}_{k\in \mathbb {N} }} pertencem a um espaço vetorial. Particularmente, na propriedade 8., {\displaystyle |\cdot |} denota a norma (quando existe) definida neste espaço. Esta propriedade é uma extensão natural da desigualdade triangular. No caso do espaço usual dos números reais, {\displaystyle |\cdot |} é a função valor absoluto.
Para uma sequência {\displaystyle \{x_{i,j}\}_{(i,j)\in \mathbb {N} \times \mathbb {N} }} é usual denotarmos somatórios duplos da seguinte forma:{\displaystyle \sum _{i,j=1}^{n}:=\sum _{i=1}^{n}\sum _{j=1}^{n}x_{i,j}}Neste contexto temos as seguintes propriedades:
1. {\displaystyle \sum _{k\leq j\leq i\leq n}x_{i,j}:=\sum _{i=k}^{n}\sum _{j=k}^{i}x_{i,j}=\sum _{j=k}^{n}\sum _{i=j}^{n}x_{i,j}}
2. {\displaystyle \sum _{i=m+k}^{n}\sum _{j=m}^{i-k}a_{i,j}=\sum _{j=m}^{n-k}\sum _{i=j+k}^{n}a_{i,j}}
Algumas propriedades envolvendo soma e produto podem ser generalizadas usando a notação de somatório e produtório. Dada uma sequência {\displaystyle \{x_{i}\}_{i\in \mathbb {N} },} o produtório é, usualmente, denotado por:{\displaystyle \prod _{i=1}^{n}x_{i}:=x_{1}x_{2}x_{3}\cdots x_{n}}Por exemplo, temos as propriedades:

1. {\displaystyle \sum _{n=s}^{t}\ln x_{n}=\ln \prod _{n=s}^{t}x_{n}}
2. {\displaystyle c^{\left[\sum _{n=s}^{t}x_{n}\right]}=\prod _{n=s}^{t}c^{x_{n}},{\mbox{onde}}~c>0.}

## Número de termos do somatório
Dado o somatório:{\displaystyle \sum _{i=m}^{n}{x_{i}}}O número de termos da expressão resultante será dado por {\displaystyle t=n+1-m-r}, onde:
{\displaystyle t} é o número de termos do somatório expandido;
{\displaystyle n} é o índice final (ou limite superior);
{\displaystyle m} é o índice inicial (ou limite inferior);
{\displaystyle r} é o número de restrições as quais o intervalo {\displaystyle [m,\ n]} está submetido.

Exemplos:
1) {\displaystyle \sum _{i=1}^{5}2i}
O número de termos que expressão resultante terá é:{\displaystyle t=n+1-m-r=5+1-1-0}{\displaystyle =5}
ou seja, 5 termos:{\displaystyle \sum _{i=1}^{5}2i=2(1)+2(2)+2(3)+2(4)+2(5)=2+4+6+8+10}
2) {\displaystyle \sum _{i=0}^{7}ix+{\frac {2}{(i-2)(i-3)}}}, para {\displaystyle i\neq 2,\ 3}.
Note que temos duas restrições: {\displaystyle i\neq 2,\ 3}. O número de termos que expressão resultante terá é dado por{\displaystyle t=n+1-m-r=7+1-0-2}{\displaystyle =6}
ou seja, 6 termos:{\displaystyle \sum _{i=0}^{7}ix+{\frac {2}{(i-2)(i-3)}}={\Bigl (}{\frac {2}{(0-2)(0-3)}}{\Bigr )}+{\Bigl (}x+{\frac {2}{(1-2)(1-3)}}{\Bigr )}+{\Bigl (}4x+{\frac {2}{(4-2)(4-3)}}{\Bigr )}+{\Bigl (}5x+{\frac {2}{(5-2)(5-3)}}{\Bigr )}}{\displaystyle +{\Bigl (}6x+{\frac {2}{(6-2)(6-3)}}{\Bigr )}+{\Bigl (}7x+{\frac {2}{(7-2)(7-3)}}{\Bigr )}}

Observação: o número de termos do somatório não necessariamente é igual ao número de termos da expressão final simplificada. Além disso, tenha certeza que todas as {\displaystyle r} restrições pertencem ao intervalo {\displaystyle [m,\ n]}, caso contrário, desconsidere-as (o que não ocorre na maioria dos casos).

## Alguns somatórios de funções polinomiais
1. {\displaystyle \sum _{i=m}^{n}1=n+1-m}
2. {\displaystyle \sum _{i=1}^{n}i=1+2+3+\cdots +n={\frac {n(n+1)}{2}}} (Soma de uma progressão aritmética)
3. {\displaystyle \sum _{i=1}^{n}i^{2}=1^{2}+2^{2}+3^{2}+\cdots +n^{2}={\frac {n(n+1)(2n+1)}{6}}} (Número piramidal quadrado)
4. {\displaystyle \sum _{i=1}^{n}i^{3}=1^{3}+2^{3}+3^{3}+\cdots +n^{3}=\left({\frac {n(n+1)}{2}}\right)^{2}}[3]
5. {\displaystyle \sum _{i=1}^{n}i^{4}=1^{4}+2^{4}+3^{4}+\cdots +n^{4}={\frac {n(n+1)(2n+1)(3n^{2}+3n-1)}{30}}}[3]
6. {\displaystyle \sum _{i=1}^{n}i^{5}=1^{5}+2^{5}+3^{5}+\cdots +n^{5}={\frac {n^{2}(n+1)^{2}(2n^{2}+2n-1)}{12}}}[3]
7. {\displaystyle \sum _{i=1}^{n}i^{6}=1^{6}+2^{6}+3^{6}+\cdots +n^{6}={\frac {n(n+1)(2n+1)(3n^{4}+6n^{3}-3n+1)}{42}}}[3]
8. {\displaystyle \sum _{i=0}^{n}i^{p}={\frac {(n+1)^{p+1}}{p+1}}+\sum _{k=1}^{p}{\frac {B_{k}}{p-k+1}}{p \choose k}(n+1)^{p-k+1}}

## Alguns somatórios de funções exponenciais
1. {\displaystyle \sum _{i=m}^{n}x^{i}=x^{m}+x^{m+1}+x^{m+2}+\cdots +x^{n}={\frac {x(x^{n}-x^{m-1})}{x-1}}} (Soma dos termos de uma progressão geométrica)
2. {\displaystyle \sum _{i=0}^{n-1}ia^{i}={\frac {a-na^{n}+(n-1)a^{n+1}}{(1-a)^{2}}},} {\displaystyle (a\neq 1)}[3]

## Alguns somatórios de frações
1) Fixando-se, por exemplo, {\displaystyle n=2} nas expressões abaixo:
{\displaystyle \sum _{p=1}^{n}{\frac {1}{p}}=1+{\frac {1}{2}}+\cdots }
{\displaystyle \sum _{p=1}^{n}{\frac {1}{p+1}}={\frac {1}{2}}+{\frac {1}{3}}.}
Para {\displaystyle n=3:}
{\displaystyle \sum _{p=1}^{n}{\frac {1}{p}}=1+{\frac {1}{2}}+{\frac {1}{3}}+\cdots }
{\displaystyle \sum _{p=1}^{n}{\frac {1}{p+1}}={\frac {1}{2}}+{\frac {1}{3}}+{\frac {1}{4}}+\cdots .}
Comparando as expressões, dá para observar de um modo geral que:
{\displaystyle \sum _{p=1}^{n}{\frac {1}{p+1}}=\sum _{p=1}^{n}{\frac {1}{p}}-1+{\frac {1}{n+1}}}
Ou melhor:
{\displaystyle \sum _{p=1}^{n}{\frac {1}{p}}-\sum _{p=1}^{n}{\frac {1}{p+1}}=1-{\frac {1}{n+1}}}
Desenvolvendo-se cada um dos lados:
{\displaystyle \sum _{p=1}^{n}\left({\frac {1}{p}}-{\frac {1}{p+1}}\right)=\sum _{p=1}^{n}{\frac {1}{p(p+1)}}={\frac {n}{n+1}}.} 
Logo:
{\displaystyle \sum _{p=1}^{n}{\frac {1}{p(p+1)}}={\frac {n}{n+1}}.}
Exemplo, calcular a soma:
{\displaystyle {\frac {1}{1X2}}+{\frac {1}{2X3}}+{\frac {1}{3X4}}+{\frac {1}{4X5}}+{\frac {1}{5X6}}+\cdots +{\frac {1}{2016X2017}}.}
Aplicando-se a fórmula para {\displaystyle n=2016:}
{\displaystyle \sum _{p=1}^{2016}{\frac {1}{p(p+1)}}={\frac {2016}{2017}}=0,9995042141795.}
Com esse procedimento também é possível encontrar muitos outros somatórios de frações, como por exemplo:
2) {\displaystyle \sum _{p=1}^{n}{\frac {1}{p^{2}+3p+2}}={\frac {n}{2(n+2)}}}
3) {\displaystyle \sum _{p=1}^{n}{\frac {1}{p(p+1)(p+2)}}={\frac {n^{2}+3n}{4n^{2}+12n+8}}}

## Exemplo aplicado em linguagem de programação
{\displaystyle \sum _{i=1}^{5}i=1+2+3+4+5=15}
Javascript:
```
soma
 
=
 
0

for
 
(
var
 
i
 
=
 
1
;
 
i
 
<=
 
5
;
 
i
++
)
 
{

  
soma
 
+
 
i
 

}

console
.
log
(
'Soma = '
 
+
 
soma
)

```

Python:
```
print
(
sum
(
range
(
6
)))

```

Ter em mente que em Python um range é um intervalo dado pela condição {\displaystyle i=0;~i<n}.
range(6) = (i = 0; i < 6) = {0, 1, 2, 3, 4, 5}